# Asociación Comercial de São Paulo
La Asociación Comercial de São Paulo o ACSP es una entidad gremial paulistana fundada el 7 de diciembre de 1894 por Antônio Proost Rodovalho. Los socios de la entidad son empresarios representantes de diversos sectores de la economía de la ciudad de São Paulo que utilizan sus servicios y su influencia política para defender sus intereses.